# Teatre Fortuny

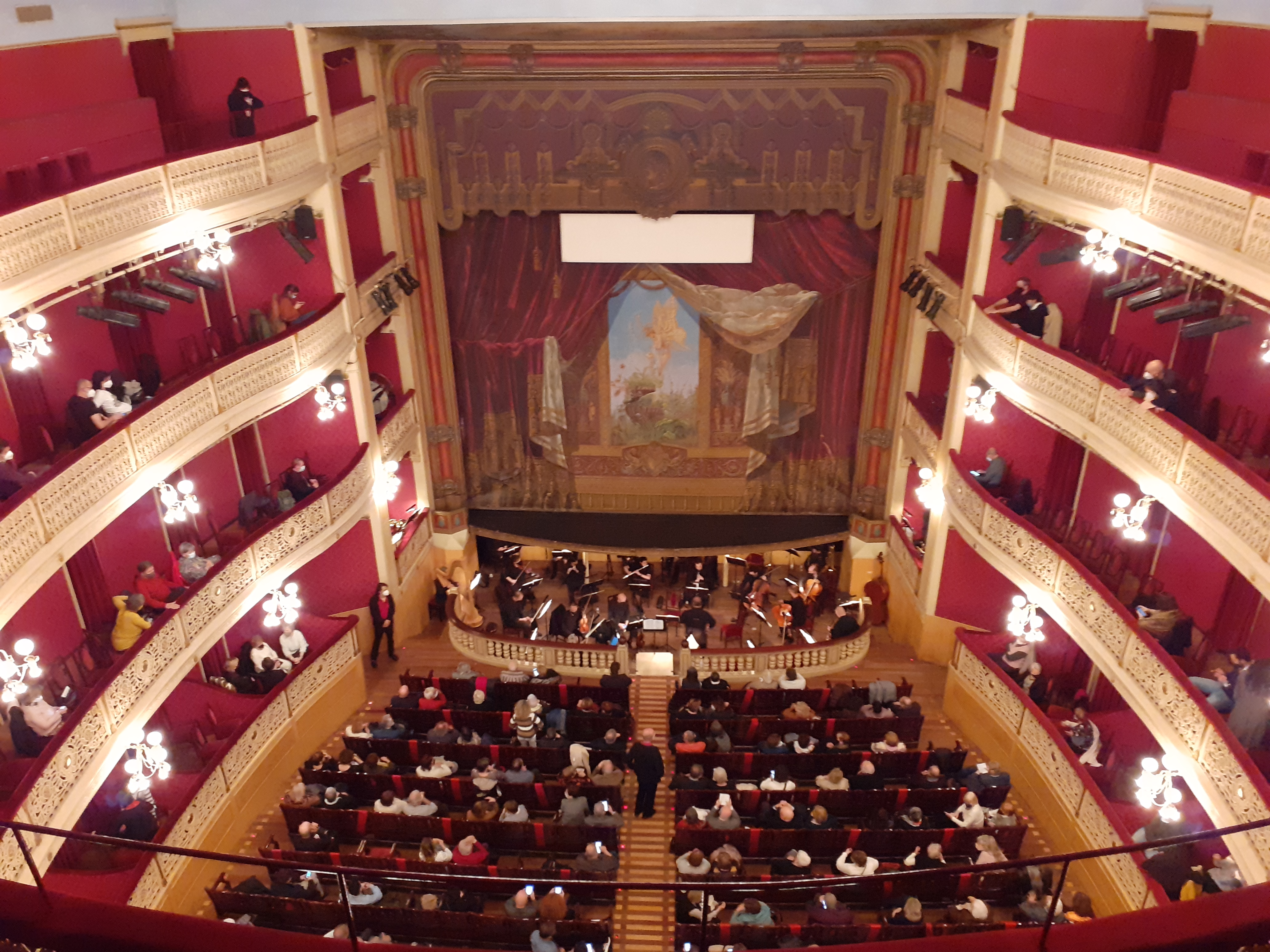
Interior del teatre

El Teatre Fortuny és un teatre de la ciutat de Reus, construït el 1882 per dotar a la llavors segona ciutat de Catalunya d'un teatre del nivell d'altres grans ciutats. El seu nom rep homenatge a Marià Fortuny i Marsal, pintor català nascut a Reus. El monument està integrat pel Teatre Fortuny i la seu de la "Societat El Círcol", situat a la Plaça de Prim núm. 4. El conjunt de l'edifici és una obra declarada bé cultural d'interès nacional.

## Descripció
Es tracta d'un conjunt datat el 1882 que s'assenta sobre el solar de l'antic convent de carmelites. El conjunt és obra de l'arquitecte Francesc Blanch i Pons. Té tres plantes sobre un porxo que dona unitat al conjunt urbà i enllaça perfectament amb els dos edificis dels costats, la Casa Beringola i la Casa Suqué. És de composició simètrica en els buits sobre les verticals del porxat inferior. La construcció disposa de simetria total, amb cinc elements idèntics i que mostren columnes de secció quadrada i arcs de mig punt que formen la zona porxada, i balcó corregut a la primera planta que amb la barana de pedra i balustrada dona uniformitat i majestuositat a la façana. L'obertura del balcó està rematada per sengles frontissos i en el seu vèrtex té uns grups escultòrics. Una cornisa, finestra, cornisa i remat corresponen a la teulada, que té sis copes, al mateix temps que la part central de les cornises són riques en motllures i mènsules, donant així continuïtat a les pseudocolumnes toscanes que envolten els buits dels balcons i finestres centrals.
El Teatre, d'estil neoclàssic, també va ser construït per l'arquitecte Francesc Blanch i Pons l'any 1882. La seva decoració va anar a càrrec de Josep Maria Puig. El Teatre Fortuny té influències del barroc. Des del punt de vista arquitectònic, cal destacar que segueix l'esquema del teatre convencional d'escenari a la italiana amb platea, tres pisos i espais de relació social com el vestíbul i l'escalinata imperial. La idea de creació d'un nou teatre va sorgir perquè el Teatre Principal estava molt malmès i fou el 1880 quan es va decidir l'inici de la construcció de l'actual. Els espais que ocupa la societat “El Círcol” conserven la seva decoració modernista, dissenyada en bona part per l'arquitecte Lluís Domènech i Muntaner. Va ser declarar BCIN el juliol de 2013.

## Història
Des de l'òptica històrica val a dir que la societat "El Círcol", fundada el 1852, tingué la seva primera seu en la propera casa March, i es va traslladar a la plaça de Prim a l'edifici del Teatre Fortuny gràcies a la iniciativa i col·laboració de molts dels seus membres. L'edifici va ser construït per la Societat "Teatro y Casino", que en entrar en crisi interna el 1884, va arrendar el primer pis al Círcol. Al desaparèixer la societat l'edifici va ser adquirit per Josep Boule el 1892. Una clàusula del testament de Boule, que impedia vendre l'edifici, va fer llarga la negociació per part del Círcol d'adquirir la propietat, cosa que aconseguí el 1920. Com a propietari, l'entitat va instal·lar calefacció al teatre el 1927.
La inauguració va tenir lloc el 16 de novembre de 1882. Els empresaris del Teatre Principal de Barcelona, que eren una cooperativa d'actors, van ser els primers encarregats de posar-lo en funcionament. L'escenografia de l'acte va ser realitzada pels escenògrafs barcelonins Fèlix Urgellès i Miquel Moragas, autors també del teló de boca que reproduïa el quadre de Fortuny "La papallona". La inauguració va ser seguida a nivell nacional: els diaris barcelonins La Renaixensa i la Reconquista van enviar els seus crítics teatrals per fer la crònica inaugural. El teatre era ple de gom a gom i es va iniciar l'espectacle, que comptà amb la presència de les autoritats locals i provincials, amb l'estrena de la simfonia "La Inauguración", amb música d'Oliver Oliva, la lectura de poemes al·lusius de Marià Fonts i Eugeni Mata, l'estrena de l'"Himne a Fortuny" de Marià Fonts per la Secció Coral del Centre de Lectura i un discurs d'Isidor Frías. A continuació es va representar l'òpera "Faust", amb elements italians i espanyols, que no acabaren de satisfer el públic. L'activitat teatral va ser molt intensa des del primer moment.
El Teatre Fortuny va ser també escenari de diversos fets polítics. El 1899 va acollir un míting per la campanya catalanista a favor de la concòrdia econòmica, on parlaren Pau Font de Rubinat, Lluís Quer, Narcís Verdaguer, Bartomeu Robert i d'altres. El dia de Tots sants de 1919 l'Orfeó Català i interpretà "Els Segadors", cosa que va fer que uns oficials de l'exèrcit provoquessin un fort aldarull amb crits i xiulets, mentre l'Orfeó callava i el cant era seguit pel públic. L'incident acabà a bufetades.
Per la revolta militar de 1936 va ser confiscat pel P.S.U.C., que cedí un espai a la U.G.T. La gestió del Teatre la va portar el Comitè Antifeixista local, cosa que va permetre que al teatre se celebressin mítings i actes de diversos partits i sindicats, i s'hi projectessin pel·lícules, com ara "El cuirassat Potemkin".El 1939 el van ocupar els militars i ràpidament s'hi instal·là la Falange. El 1940 el governador civil va dissoldre la societat El Círcol i va nomenar una junta liquidadora, donant prioritat a la propietat de l'edifici als descendents de Josep Boule, cosa que provocà protestes dels socis, que consideraven que el Jefe Provincial de Movimiento, cap de la Falange, portava el mateix cognom que la família que reclamava la propietat. El 1947 s'arribà a un acord i la família de Boule venia definitivament l'edifici al Círcol.
El Teatre, després de la guerra es destinà a cine (Cine Fortuny) i es va anar degradant, essent poc freqüents les representacions teatrals. El 17 de juny de 1955, hi actuà l'Ópera de Cámara de Barcelona dirigida per Napoleone Annovazzi fent La serva padrona de Pergolesi: fou la primera vegada que Montserrat Caballé, membre de la companyia, cantava una òpera completa i escenificada.
El 1981 un consorci entre la Generalitat de Catalunya, la Diputació de Tarragona i l'ajuntament de Reus va permetre la seva rehabilitació i explotació, amb un conveni amb la societat propietària. Va reobrir el 1988. Té un aforament de 801 localitats a la venda.